# Adenandra brachyphylla
Adenandra brachyphylla är en vinruteväxtart som beskrevs av Diederich Franz Leonhard von Schlechtendal. Adenandra brachyphylla ingår i släktet Adenandra och familjen vinruteväxter. Inga underarter finns listade i Catalogue of Life.